# Tricoceps singularis
Tricoceps singularis är en insektsart som beskrevs av Capener 1952. Tricoceps singularis ingår i släktet Tricoceps och familjen hornstritar. Inga underarter finns listade i Catalogue of Life.